# "Ollonkassetterna"
"Ollonkassetterna" (på dansk: agernetkassettebånden) er det uofficielle navn på en serie kassetter af Errol Norstedt som kom ud omtrent på samme tid udgivet på Sofia Music. 
Årsagen til, at kassettebånden kaldes "ollonkassetterna" eller "ollonbanden", er fordi alle kassettebånd har det samme forsidebillede, som består af en tegned penis. 
Kassetterne indeholder nogle sange fra tidligere kassetter og nyt materiale.
En af kassetterne er Hjärndelirium 2000 genudgivet med et nyt omslag, de andre 4 kassetter er som følger:
- Rätt Sorts Råckenråll[2]
- Radio Abonnerad[3]
- Rockligan[4]
- Scanaway[5]